# Antiopala anomodes
Antiopala anomodes är en fjärilsart som beskrevs av Edward Meyrick 1889. Antiopala anomodes ingår i släktet Antiopala och familjen praktmalar, Oecophoridae. Inga underarter finns listade i Catalogue of Life.